# Хмель, Рудольф
Рудольф Хмель (род. 11 февраля 1939, Пльзень, Чехословакия) — словацкий политик, бывший вице-премьер-министр Словацкой Республики по вопросам меньшинств. В прошлом был литературоведом, послом Чехословакии в Венгрии, министром культуры и депутатом Национального совета Словацкой Республики. На выборах в Национальный совет Словацкой Республики в марте 2012 года был кандидатом от партии «Мост-Хид», занявшей 4-е место.

## Биография
Рудольф Хмель женат, имеет четверых детей.
- В 1941 году вместе с родителями вернулся в Словакию из Пльзеня.
- 1956 — сдал экзамены на получение аттестата зрелости в городе Попрад.
- 1961 — окончил обучение по специальности «словацкий язык и литература» и «русский язык и литература» на философском факультете Братиславского университета имени Коменского[2]
- 1961 — настоящее время — Словацкая академии наук в Братиславе, научный работник, направление — литературная деятельность
- 1961 — защита кандидатской диссертации (кандидат наук) «Литература в контактах[2]»
- 1975 — 1982 — секретарь Союза чешских и словацких писателей
- 1988 — 1989 — главный редактор журнала Slovenské pohľady (досл. «Словацкие взгляды»)
- 1990 — 1992 — посол Чехословакии в Венгрии[2]
- 1992 — получил учёное звание доктора.
- 1993 — присвоено учёное звание Доктора наук.
- 1993 — 2000 — Фонд «Открытое общество» в Братиславе, президент фонда и главный редактор общественно-политического ежемесячного журнала этого общества
- публикации в области истории словацкой литературы и словацко-венгерских литературных отношений,
- политологические монографии, собрания работ и исследования, Карлов университет в Праге
- Философский факультет Братиславского университета имени Коменского, преподаватель вуза
- 1 марта 2006 — директор Института славистики и восточноевропеистики философского факультета Карлова университета в Праге

## Политическая деятельность
- 2002 — избран депутатом Национального совета Словацкой Республики от партии АНГ, депутатским мандатом не воспользовался, так как стал членом Правительства
- 16 октября 2002 — 24 мая 2005 — министр культуры Словацкой Республики
- 24 мая 2005 — 5 апреля 2006 — после отставки с поста министра начал использовать свой депутатский мандат. Стал членом Комитета Национального совета Словацкой Республики по вопросам прав человека, национальности и статуса женщин.
- 5 апреля 2006 — 8 июля 2006 — министр культуры Словацкой Республики
- с 8 июля 2010 по 4 апреля 2012 — заместитель премьер-министра Словацкой Республики по делам меньшинств